# Eressa robusta
Eressa robusta är en fjärilsart som beskrevs av Holloway 1976. Eressa robusta ingår i släktet Eressa och familjen björnspinnare. Inga underarter finns listade i Catalogue of Life.